# Pelkovenstraße
Die Pelkovenstraße ist eine etwa 1,9 Kilometer lange Innerortsstraße im Münchner Stadtteil Moosach. Sie führt von der Dachauer Straße zur Riesstraße an der Olympia-Pressestadt. Namensgeber ist das Geschlecht derer von Pelkoven, die 1648 die Niedergerichtsbarkeit verliehen bekamen.

## Geschichte
Die Straße war die alte Dorfstraße des früheren Dorfes Moosach und hatte eine zentrale Bedeutung für die Entwicklung des Ortes. Dort, wo die Pelkovenstraße heute liegt, verlief weit vor der Gründung Münchens 1158 und der damit einhergehenden Verlagerung nach Süden, die von der Isar bei Föhring kommende Salzstraße und Römerstraße nach Augsburg im Westen. Mit der Lage an dieser Handelsroute entwickelte sich Moosach zu einem Straßendorf und umfasste im 9. Jahrhundert etwa ein Dutzend Höfe. General Eisenhower hielt 1945/46 in Moosach mehrere Paraden ab. 1951 wohnte Joseph Aloisius Ratzinger, der spätere Benedikt XVI. am Pfarrhof an der Pelkovenstraße. Im Rahmen der Baumaßnahmen in der Gegend für die Olympischen Sommerspiele 1972 wurde die Straße verbreitert. Dafür musste auch die Kegelbahn des anliegenden Gasthauses „Spiegl“ abgerissen werden.

## Nennenswerte Bauten
An ihr liegen 11 Baudenkmäler (u. a. die Alte Pfarrkirche St. Martin, das Pelkovenschlössl, das Gasthaus Spiegl und das Pfarrhaus Moosach) sowie der Moosacher St.-Martins-Platz, das Nahversorgungszentrum Mona und das Olympia-Einkaufszentrum mit gleichnamiger U-Bahn-Haltestelle.

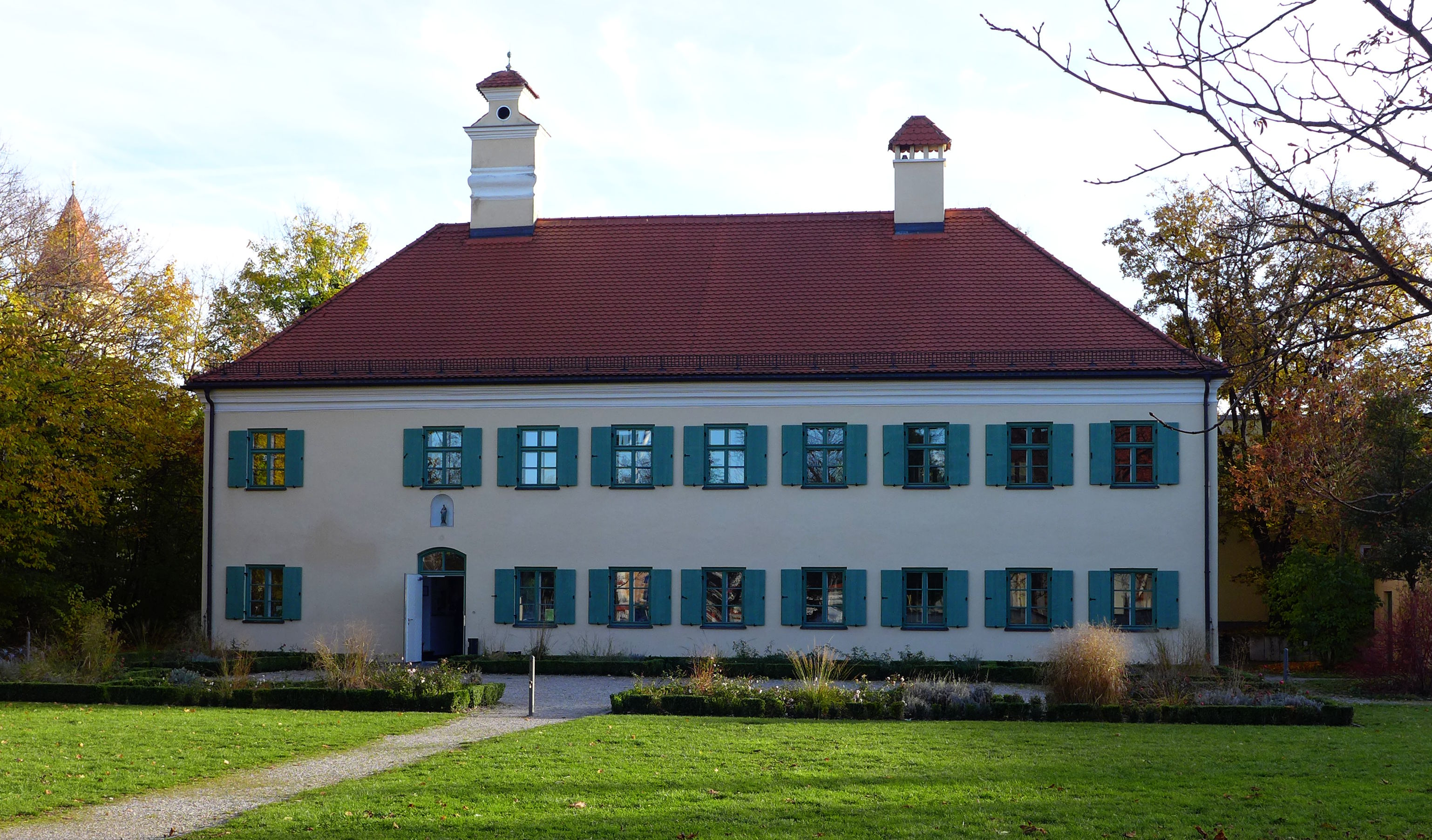
Pelkovenschlössl
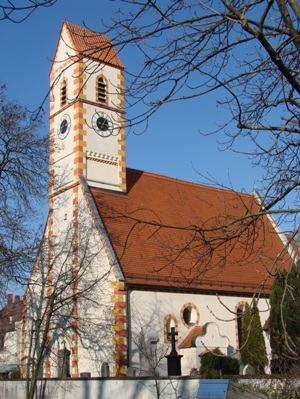
St. Martin
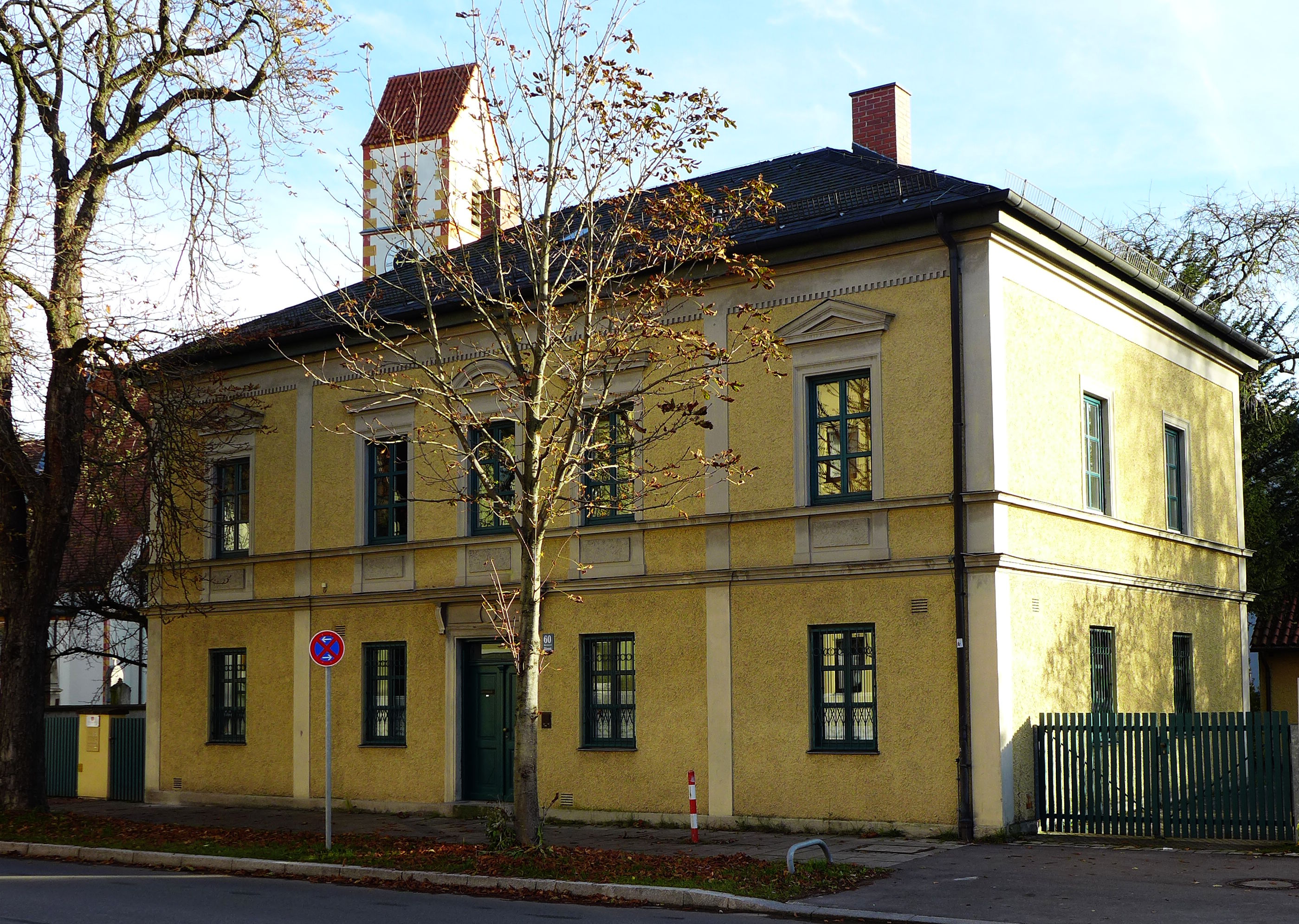
Pfarrhaus
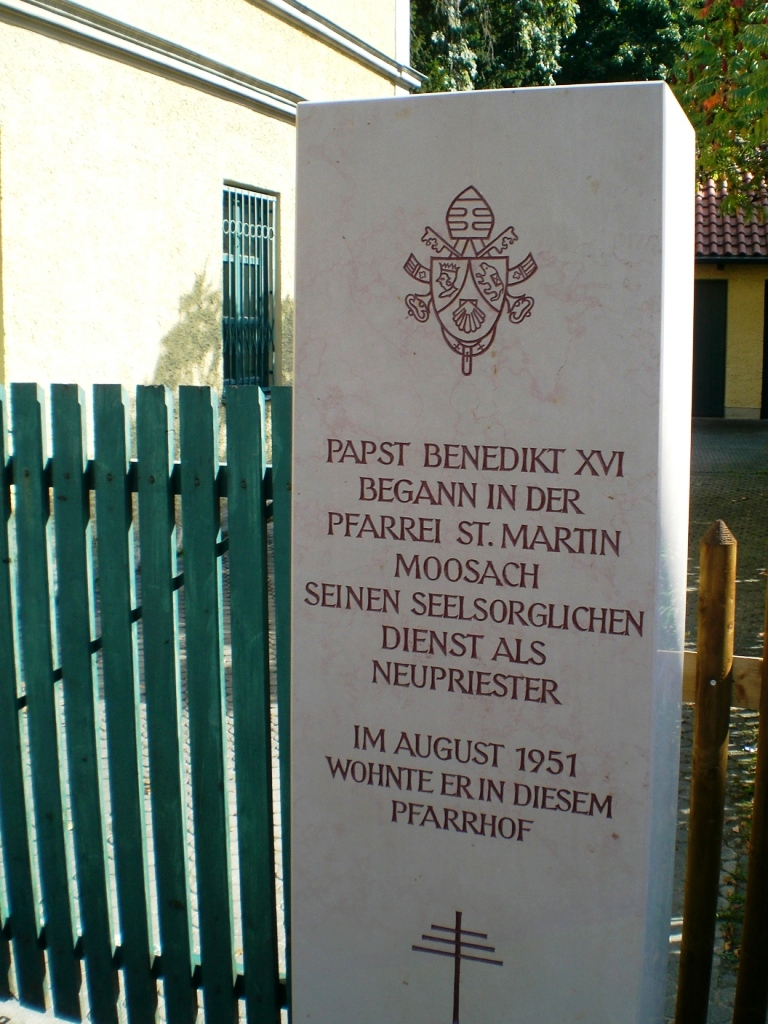
Stele für Benedikt XVI
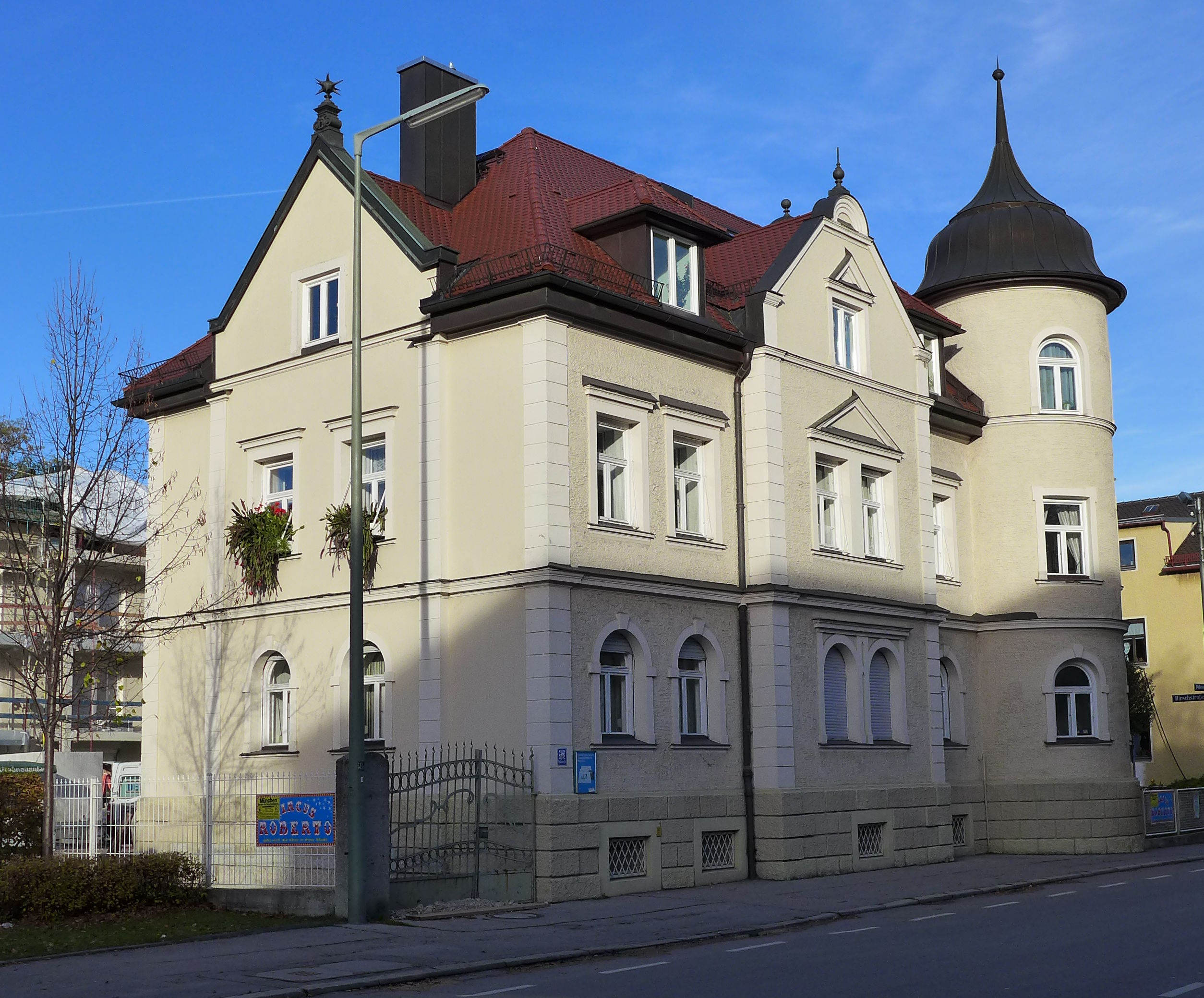
„Gascho“-Villa Pelkovenstraße 37
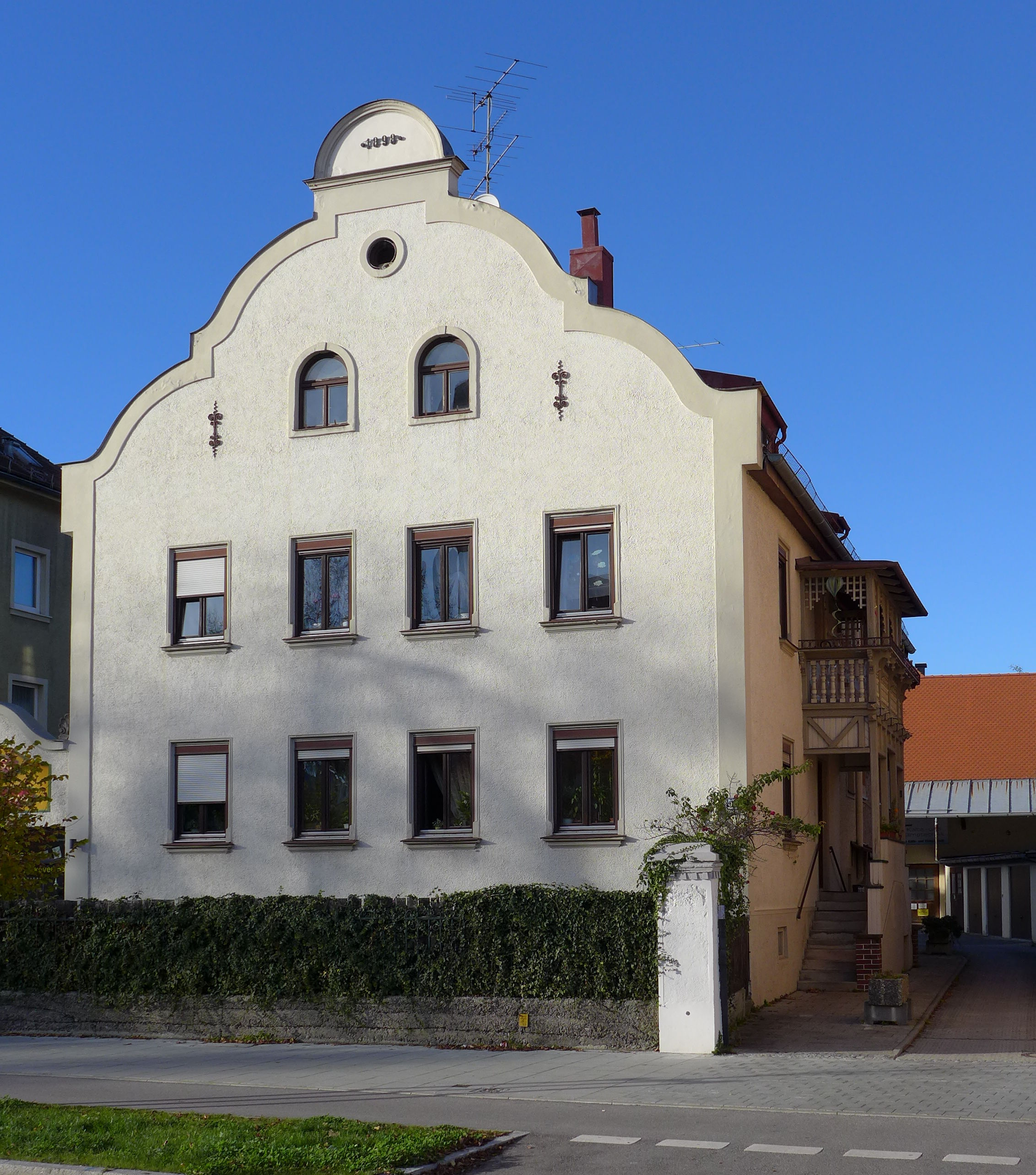
Pelkovenstraße 55
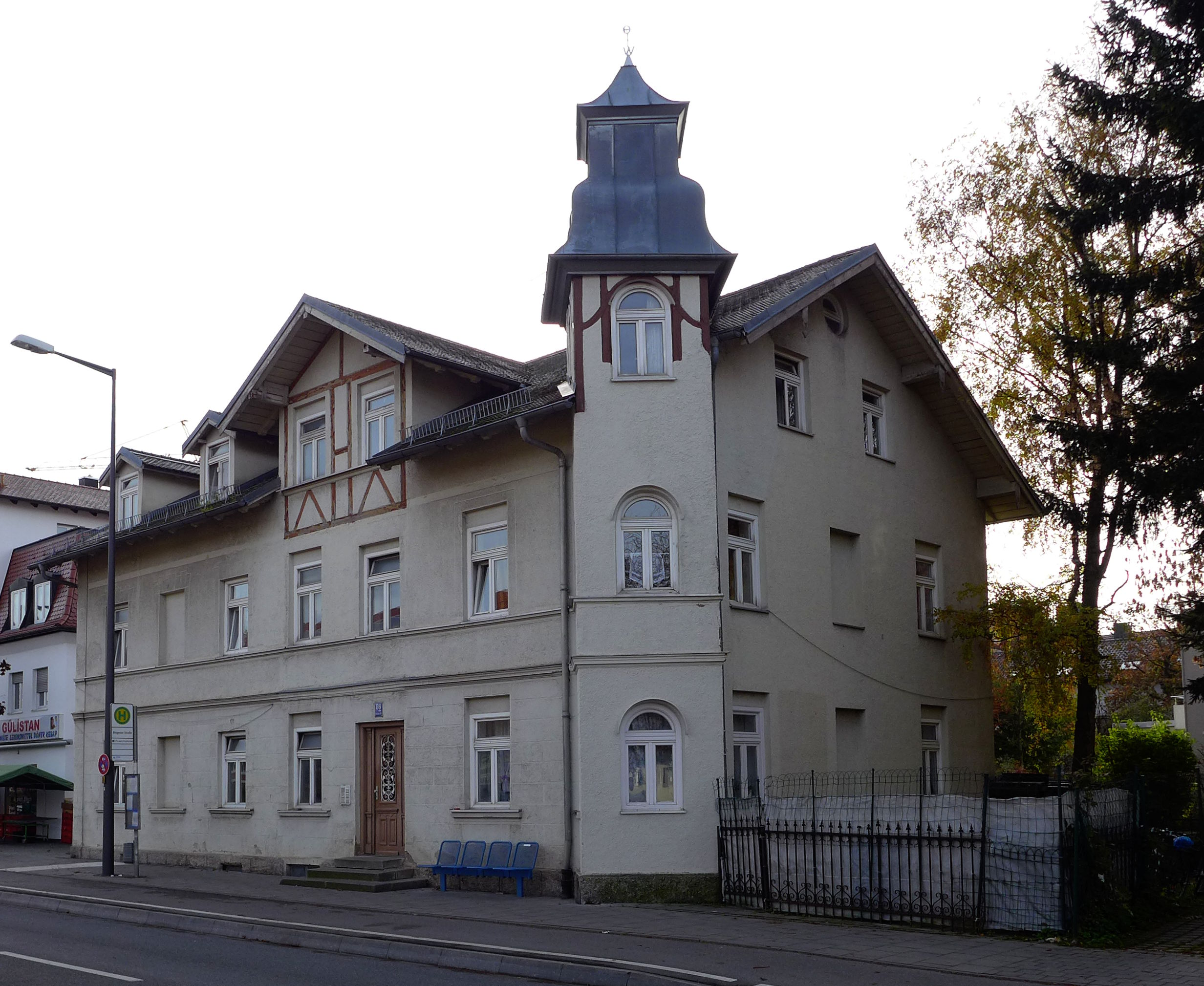
Pelkovenstraße 86
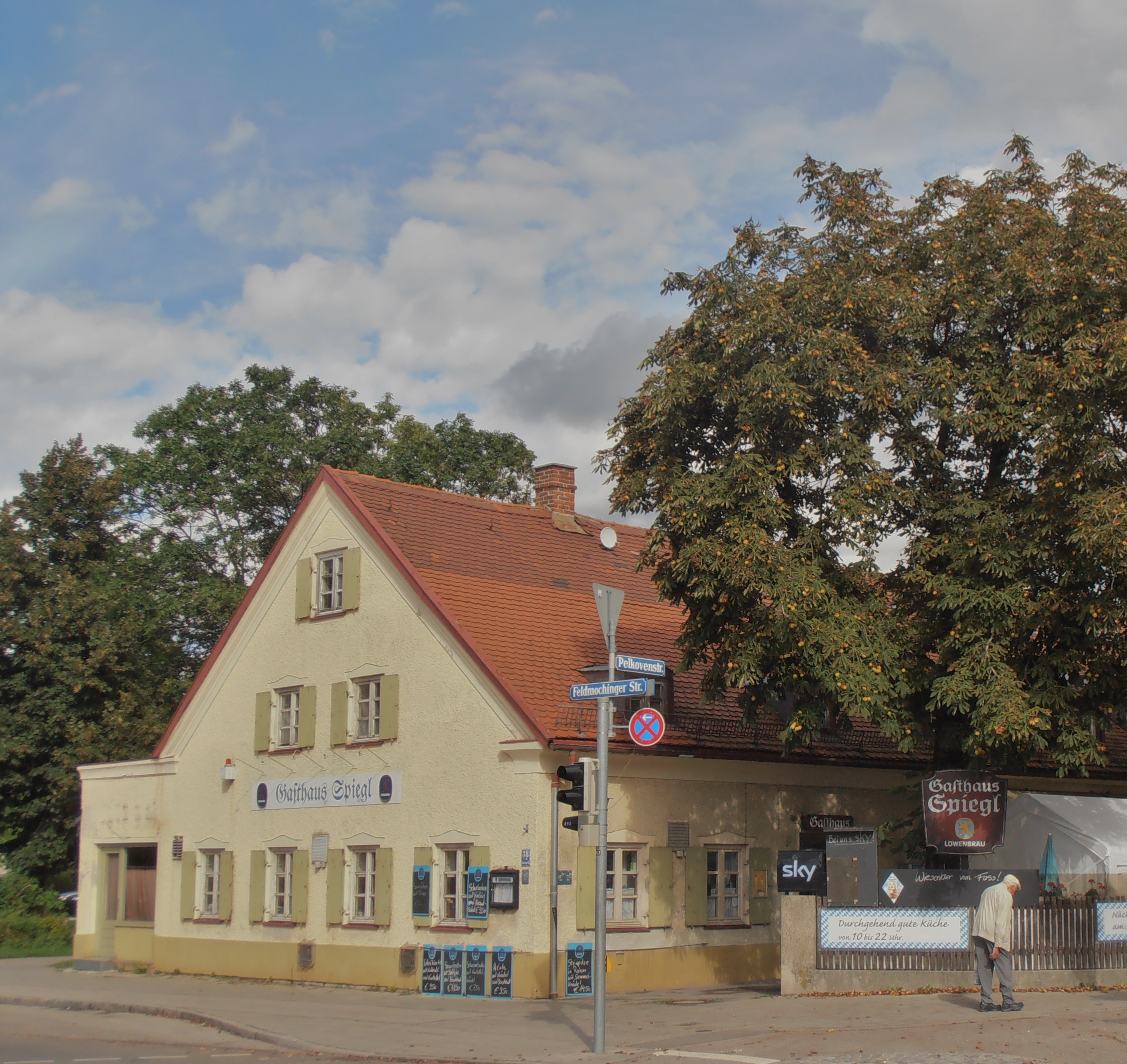
Gasthaus Spiegl
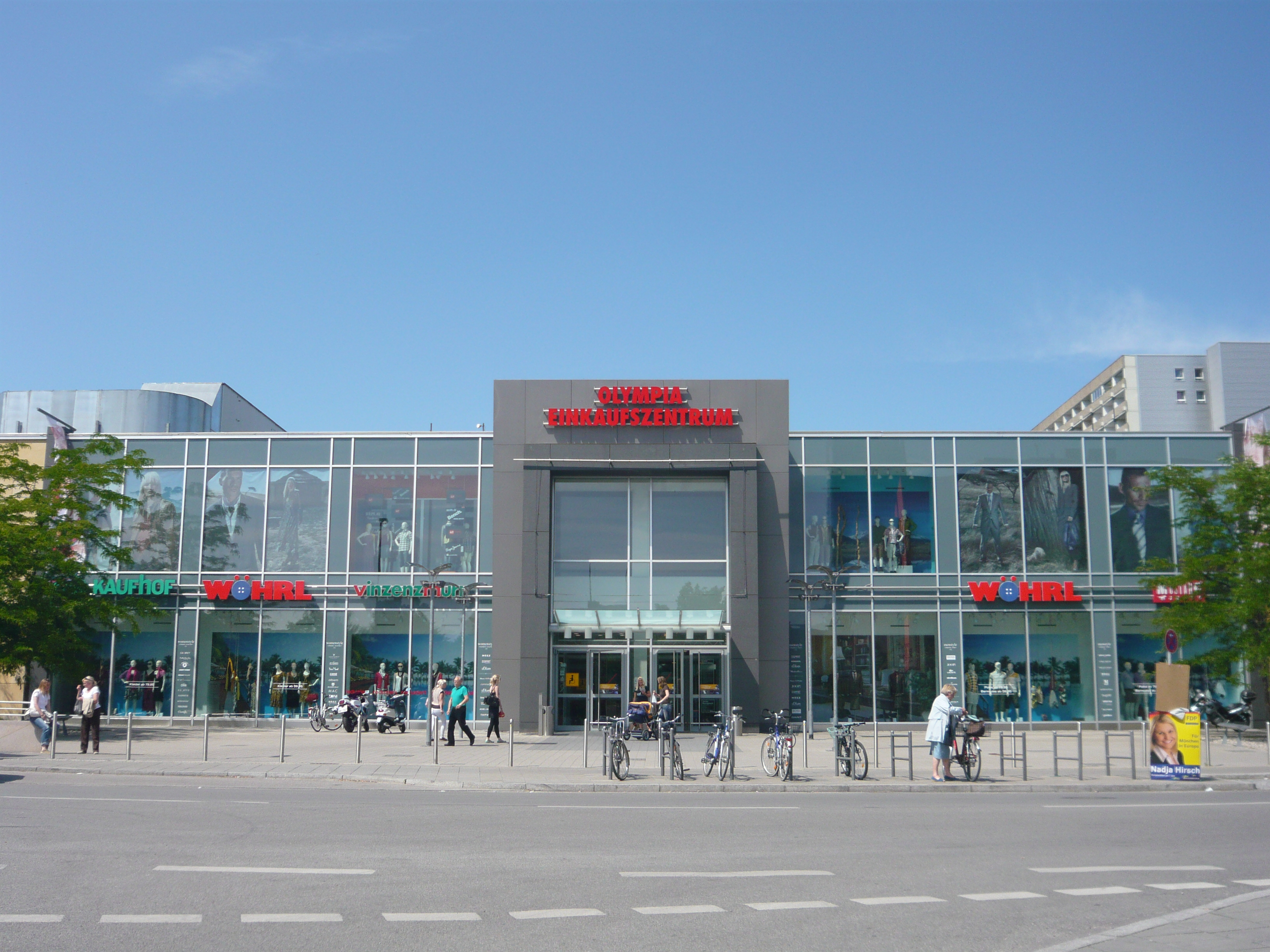
Olympia Einkaufszentrum
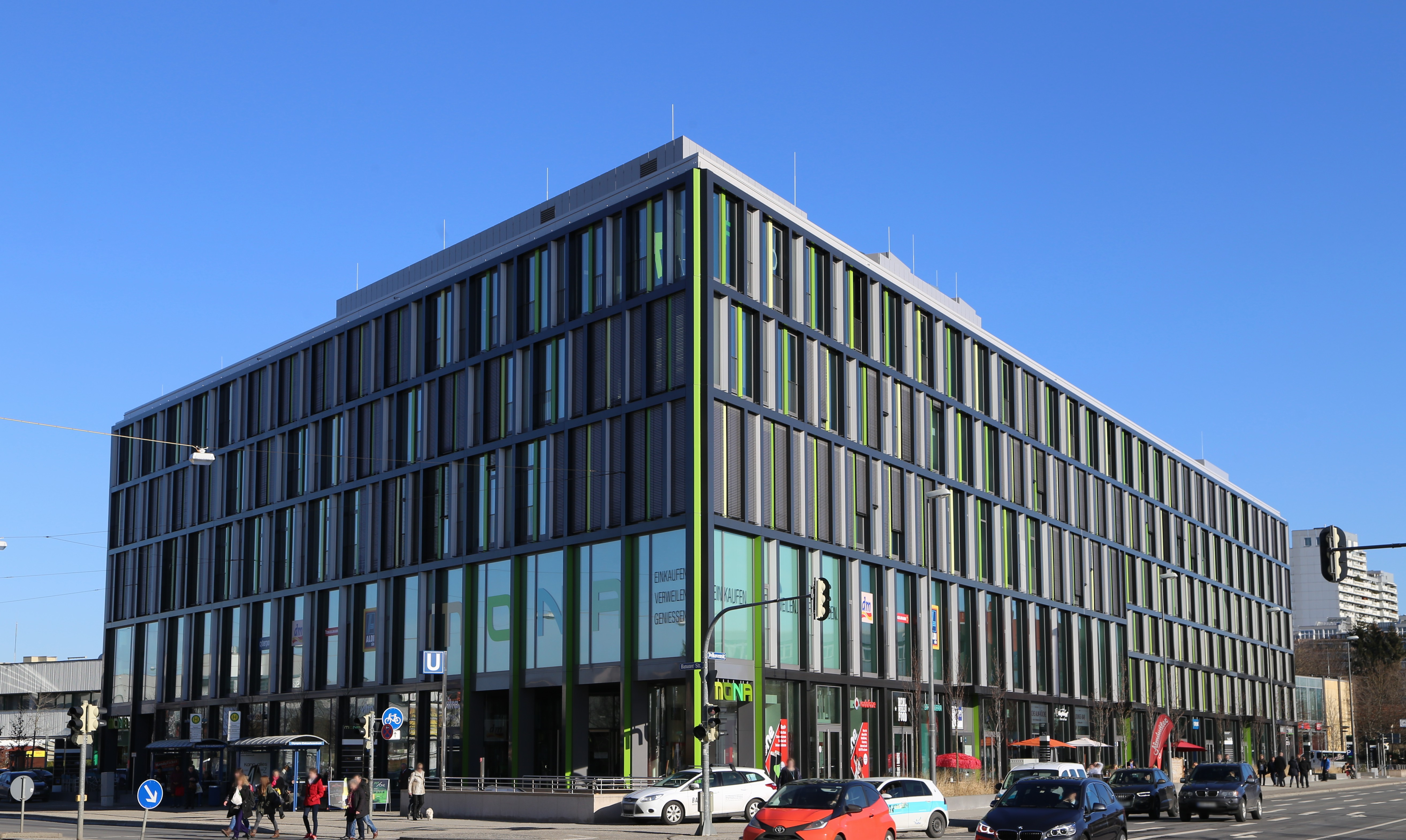
Mona Nahversorgungszentrum